# Kognát
Kognát (z latinského cognatus, společného původu) je právní a antropologický pojem pro příbuzenství v přímé linii, a to po otci i po matce. 

## Historie
V archaických společnostech, kde hrálo velkou roli dědictví, mělo význam hlavně příbuzenství agnatické, to jest v otcovské linii. Teprve když se staré rodové struktury začaly uvolňovat, mohli dědit i kognáti.  
Ve feudální společnosti se dědictví většinou opět omezilo na agnáty a v panovnických rodinách to platilo až do 18. století.  
Když měla rakouský trůn zdědit Marie Terezie vydáním zvláštního císařského výnosu (Pragmatická sankce), toto úsilí se neobešlo bez válek o rakouské dědictví. 